# Richard Hardware
Richard Hardware (* 4. Dezember 1950) ist ein ehemaliger jamaikanischer Sprinter.
Bei den Olympischen Spielen 1972 in München erreichte er über 200 m das Halbfinale, wobei er im Viertelfinale mit 20,76 s seine persönliche Bestzeit aufstellte.
1974 schied er bei den British Commonwealth Games in Christchurch über 200 m im Halbfinale aus und wurde Vierter in der 4-mal-100-Meter-Staffel.